# Salám

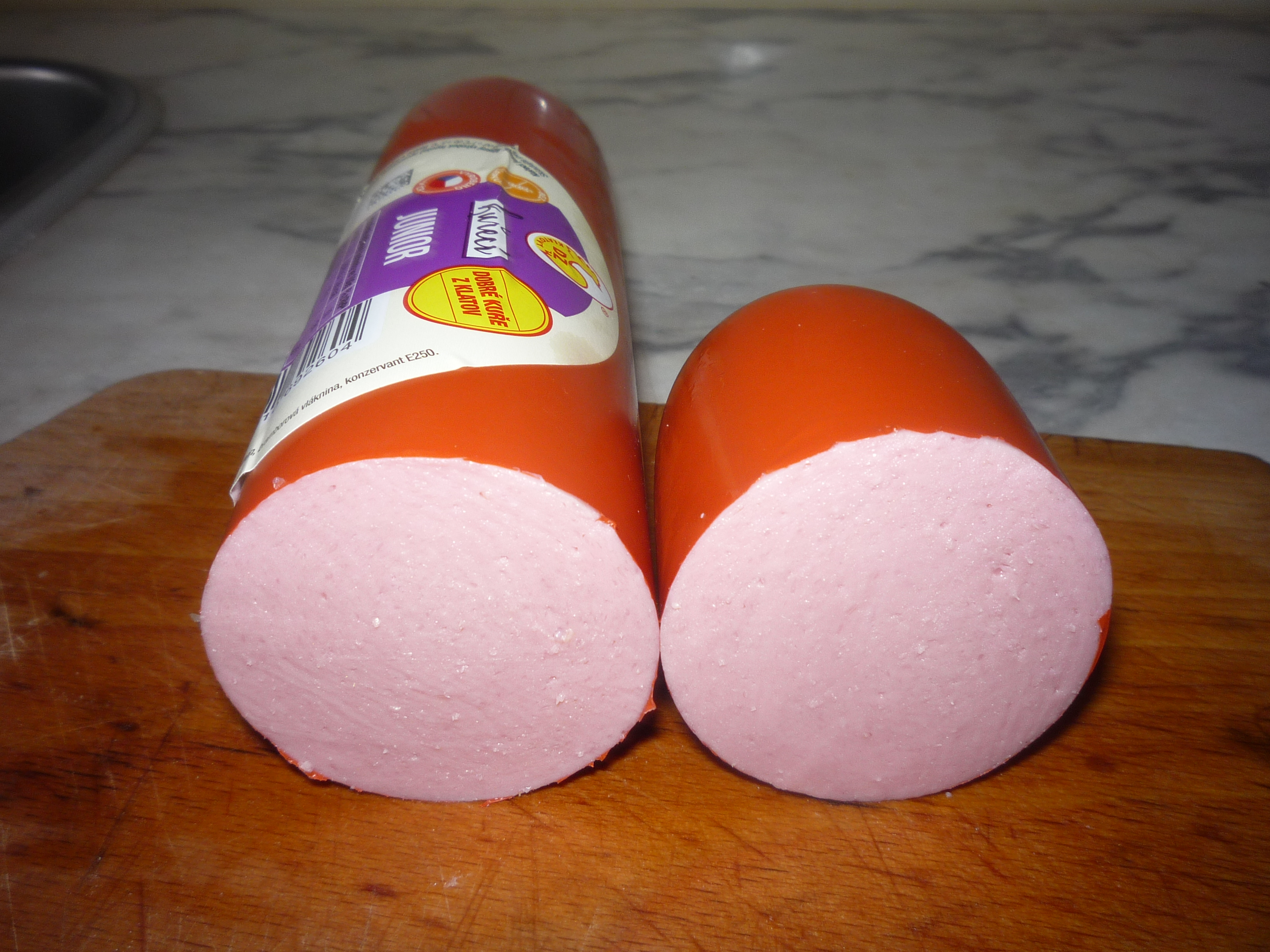
Jemný měkký salám Junior

Salám (z italského salame „solená uzenina, solené maso“, pův. latinsky salare „solit“) je masný výrobek z hrubě nasekaného masa a dalších přísad. Existuje velké množství druhů salámu, lišících se použitými surovinami (druh masa, složení kořenících směsí apod.) i detaily přípravy.
Salámy se dělí na tři velké skupiny v závislosti na tepelné úpravě, kterou během výroby prochází. První skupina jsou měkké masné výrobky (mortadella, junior), druhá tepelně opracované tzv. trvanlivé (např. turistický salám, vysočina) a třetí tepelně neopracované, trvanlivé (např. lovecký salám, Poličan, uherský salám).
Salámy jsou velmi hojně rozšířeny v zemích střední Evropy a jižní Evropy, kde se nalézá veliké množství druhů. V ostatních částech světa jsou salámy také známé, ale nejsou rozšířeny v takové míře.

## Postup výroby
Rozsekané (nejčastěji) vepřové maso se ochutí kořením v závislosti na druhu a přidá se vepřové sádlo, které je následně naplněno do střívek, či do moderních obalů. Následně se některé druhy salámu přesunou do sušárny, kde jsou po nějaký čas uloženy.

## Druhy v Česku
Vývoj a výroba trvanlivých (fermentovaných) salámů u nás sahá do 70. let dvacátého století. Oblast vysočiny měla příznivé podmínky pro zrání. Na Slovensku v té době vznikly druhy Nitran (15.1.1976) a Malokarpatská saláma (20.1.1978).

### Měkké salámy
- Čajovka (Čajový salám - měkký roztíratelný)
- Koňský salám - točený koňský salám
- Salám Junior
- Slovenský salám
- Gothajský salám (Gothaj)
- Métský salám
- Šunkový salám
- Výrobní salám
- Kabanos
- Pařížský salám
- Polský salám

### Tepelně opracované trvanlivé salámy

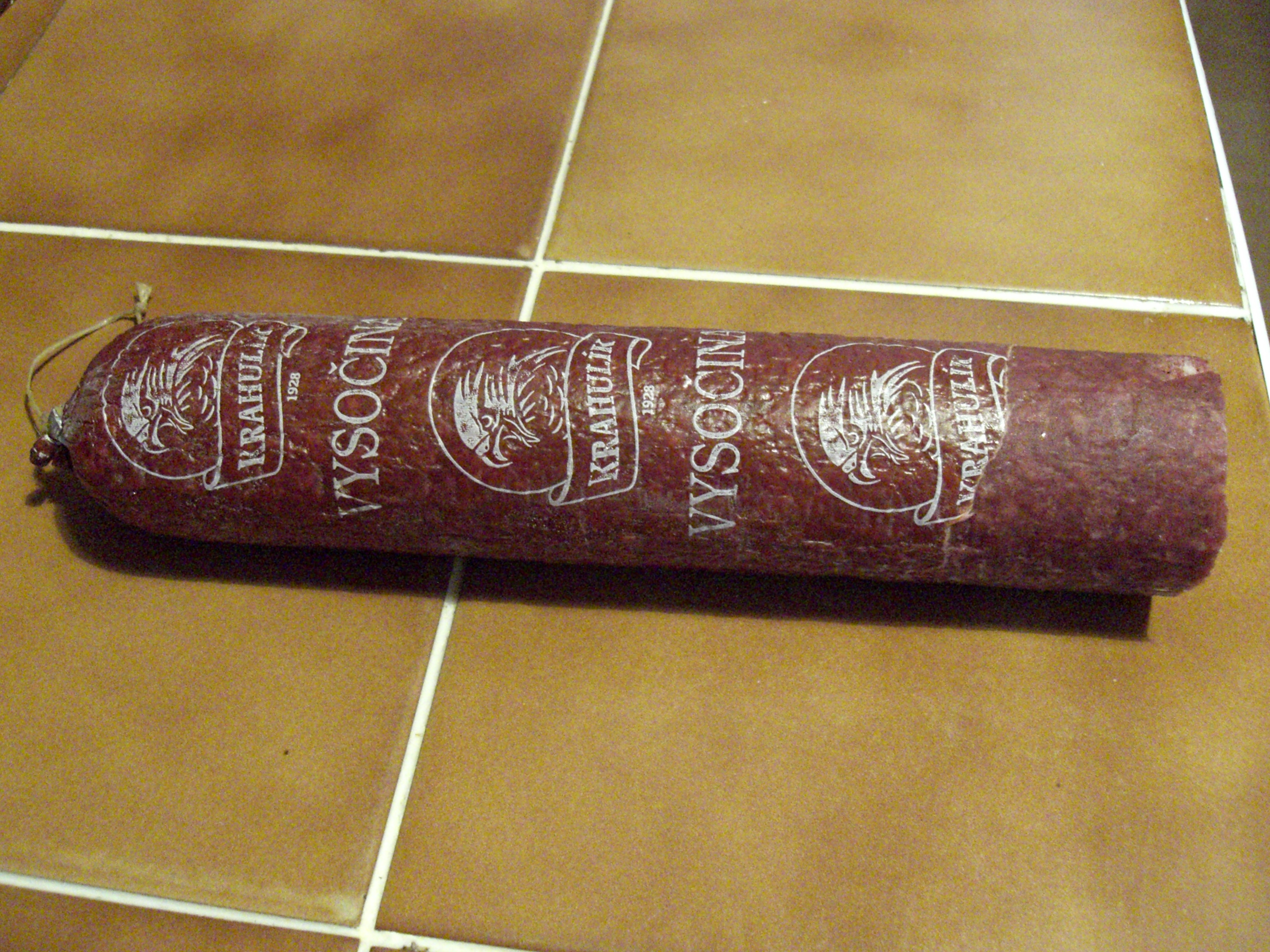
Vysočina

- Turistický salám 1975
- Vysočina
- Selský salám

### Tepelně neopracované trvanlivé salámyfermentované
- Herkules
- Křemešník
- Lovecký salám 1955 ("Lovečák", "Český uherák")
- Paprikáš (Paprikový salám)
- Poličan 1978
- Uherský salám (Uherák), Kostelecký uherák,

## Užívání náhražek
V současné době se při výrobě salámů užívají náhražky, které zlevňují jeho výrobu. Jedná se zejména o strojně oddělené drůbeží maso (drůbeží separáty), kůže, rostlinné bílkoviny, voda kombinovaná se škroby a zahušťovadly, apod.